# Nofx
A Nofx vagy NOFX (IPA: /ˌnoʊɛfˈɛks/) egy amerikai hardcore punk/punk rock együttes.

## A zenekar története
A zenekart 1983-ban alapította Erik "Smelly" Sandin (dob), Eric Melvin (gitár) és Mike Burkett alias Fat Mike (basszusgitár).
1985-ben a Mystic Recordsnál írtak alá lemezszerződést, és meg is jelentették első albumukat.
A nézeteltérésekre hivatkozva kiadót váltottak, és csatlakoztak az Epitaph Recordshoz, amelyet a Bad Religion gitárosa Brett alapított. Majd Fat Mike is megalapította saját lemezkiadóját a Fat Wreck Chords-ot (ejtsd: "Fat Records").
A zenekar neve egy másik punkbanda nevéből származik: Negative FX, és nem jelent semmit. Nem úgy mint egyes források állítják: No Effects (FX- a stúdiótechnikában használt effektadókészülék) és nem is a "No fucking Straight Edge" jelenti.
1986-tól 1991-ig Fat Mike énekelt, amíg be nem lépett a zenekarba a második gitáros El Hefe. Azóta a zenekar felállása nem változott. El Hefe csatlakozása óta jelentősen megváltozott stílusok, és megjelentek a ska- punk elemei is.
Első ismertségét a zenekart 1991-ben a "Ribbed" című albumával szerezte. De az áttörést a "White Trash, Two Heebs and a Bean" hozta 1992-ben. Két évvel később a "Punk in Drublic" c. albumuk eredményeként több lemezszerződési ajánlatot is kaptak, de ők hűek maradtak az Epitaph Recordshoz.
A következő album a Heavy petting Zoo" volt (1996). Ezzel az albummal sok rajongót állítottak az oldalukra. Majd 1997-ben megjelent ismét régi stílusú album a „So Long And Thanks For All The Shoes“, amiben szintén néhány ska elem tűnik fel.
De ezt tartják minden idők legsikeresebb Nofx albumának.
1999-ben jelent meg a The Decline c. albumuk amely mindössze egy dalt tartalmaz. Ámde ez 18:19 hosszú, ezzel minden idők második leghosszabb punk számának minősül a Crass „Yes Sir, I Will" című dala után.
2000-ben jelent meg a „Pump Up The Valuum“, amiben lemondtak a ska elemekről.
Következő albumuk a „The War On Errorism“, amely 2003 májusában jelent meg, és melyben keményen bírálják az USA kormányát és George W. Bush-t. Majd 2004-ben következett a Best-Of-Album The Greatest Songs Ever Written (By Us) albumuk, mindössze egyetlen új dallal.
2006. április 13-án megjelent a „Wolves in Wolves' clothing“ címet viselő album.
2009. március 17-én kiadják Backstage Passport című DVD-jüket, mely 8 epizódban mutatja be egy 14 hónapos (2007/8) turnéjukat. Nem sokkal később, még ez év április 28-án kiadták tizenegyedik studioalbumukat Coaster névvel.
Az együttesre jellemző a humor is, amint azt legtöbb albumuk címe és borítói is bizonyítják.

## Fat Mike
Az énekes és basszusgitáros Fat Mike a Me First and the Gimme Gimmes nevű punkbandának is a tagja.

## Diszkográfia

### Stúdióalbumok
- 1988 – Liberal Animation (újra megjelentetve 1991, Epitaph Records)
- 1989 – S&M Airlines (Epitaph Records)
- 1991 – Ribbed (Epitaph Records)
- 1992 – White Trash, Two Heebs And A Bean (Epitaph Records)
- 1994 – Punk In Drublic (Epitaph Records)
- 1996 – Heavy Petting Zoo (Epitaph Records)
- 1997 – So Long And Thanks For All The Shoes (Epitaph Records)
- 2000 – Pump Up The Valuum (Epitaph Records)
- 2003 – The War On Errorism (Fat Wreck Chords)
- 2006 – Wolves In Wolves’ Clothing (Fat Wreck Chords)
- 2007 – They've Actually Gotten Worse Live!
- 2009 – Coaster
- 2012 - Self Entitled

### Kislemezek
- 1985 – NOFX (Mystic Records)
- 1986 – So What If We're On Mystic! (Mystic Records)
- 1987 – The P.M.R.C. Can Suck On This (Wassail Records, újra megjelentetve 1992, Fat Wreck Chords)
- 1988 – S & M Airlines (Split 7")
- 1992 – The Longest Line (Fat Wreck Chords)
- 1993 – Liza and Louise (Fat Wreck Chords)
- 1994 – Don't call me white (Fat Wreck Chords)
- 1995 – HOFX (Fat Wreck Chords)
- 1996 – Fuck The Kids (Fat Wreck Chords)
- 1998 – All of Me (Fat Wreck Chords)
- 1999 – Timmy the Turtle (Fat Wreck Chords)
- 1999 – Louise And Liza (Fat Wreck Chords)
- 1999 – The Decline (Fat Wreck Chords)
- 2000 – Pods And Gods (Fat Wreck Chords)
- 2000 – Bottles To The Ground (Epitaph Records)
- 2001 – Surfer (Fat Wreck Chords)
- 2001 – Fat Club (Fat Wreck Chords)
- 2003 – Regaining Unconsciousness (Fat Wreck Chords)
- 2003 – 13 Stitches (Fat Wreck Chords)
- 2005-2006 – 7" of the Month Club (Fat Wreck Chords)
- 2006 – Never Trust a Hippy (Fat Wreck Chords)

## Külső hivatkozások
- Hivatalos weboldal